# 比利夫卡
47°55′20″N 32°46′58″E / 47.92222°N 32.78278°E
比利夫卡（烏克蘭語：Білівка），是烏克蘭南部的村莊，隸屬尼古拉耶夫州的巴什坦卡區。該村面積0.33平方公里，海拔高度119米，2001年人口97，人口密度每平方公里293.9人。